# Advisory Group on Greenhouse Gases
L'Advisory Group on Greenhouse Gases (AGGG), qui peut être traduit en français par « Groupe consultatif sur les gaz à effet de serre », est un groupe de sept chercheurs, consacré au changement climatique, fondé en 1986 par l'Organisation météorologique mondiale (OMM), le Programme des Nations unies pour l'environnement (PNUE) et le Conseil international pour la science (ICSU), et disparu en 1990. 

## Contexte
La création de l'Advisory Group on Greenhouse Gases (AGGG) intervient dans les années 1980, marquées par l'émergence des préoccupations pour les enjeux mondiaux relatifs à l'atmosphère terrestre, en particulier la destruction de la couche d'ozone et le changement climatique d'origine anthropique,. 
Plusieurs ateliers consacrés à l'amincissement de la couche d'ozone et au changement climatique sont organisés de 1980 à 1985 par l'Organisation météorologique mondiale (OMM), le Programme des Nations unies pour l'environnement (PNUE) et le Conseil international pour la science (ICSU) à Villach, en Autriche. Le dernier d'entre eux, la conférence de Villach de 1985, ne se limite pas à un résumé de l'état des connaissances scientifiques : il préconise l'établissement d'objectifs d'émissions maximum de gaz à effet de serre (responsables du réchauffement climatique), fondés scientifiquement, et une collaboration entre décideurs politiques et scientifiques,,. Lors de son discours d'ouverture, le directeur du PNUE, Mostafa Kamal Tolba, invite notamment à considérer la création d'« un comité international de coordination sur les gaz à effet de serre ».

## Historique, composition et activité

### Création et objectifs
L'AGGG est fondé en 1986 par l'OMM, le PNUE et ICSU, sous l'impulsion de Bert Bolin, météorologue suédois impliqué de longue date dans la recherche sur le changement climatique,. Sa création a pour but de donner suite aux conclusions de la conférence de Villach de 1985.
L'organisme a officiellement pour objectifs d'effectuer un suivi de la recherche sur le changement climatique effectuée par ses trois organisations fondatrices, de suivre l'évolution des émissions de gaz à effet de serre et d'évaluer ses impacts, d'envisager des politiques publiques susceptibles pour les limiter ou les réduire, et si nécessaire d'envisager la création d'une convention internationale sur le sujet,.

### Composition
Il est composé de sept membres : outre Bert Bolin, chacune des trois organisations nomme deux chercheurs. L'AGGG est ainsi composé de Bert Bolin, Kenneth Hare (président), Gueorgui Sergueïevitch Golitsyne, Gordon Goodman, Mohammad Kassas, Syukuro Manabe et Gilbert White. Nombre des membres de l'AGGG, tous réputés, sont très occupés par leurs autres fonctions ou ont des domaines de recherche qui ne portent pas précisément sur le changement climatique, aussi ils n'accordent qu'un temps limité au groupe, si bien que Gordon Goodman en devient le membre le plus actif. En pratique, d'autres chercheurs, rattachés à divers organismes de recherche et moins en vue que les membres officiels de l'AGGG, participent aux activités de celui-ci, qui sont largement conduites par le Stockholm Environment Institute, organisme auquel Goodman est rattaché.

### Ateliers de Villach et Bellagio de 1987
La première réunion du groupe se tient en juillet 1986. Sur une suggestion de Michael Oppenheimer (qui travaille pour l'Environmental Defense Fund) et de George M. Woodwell (Woods Hole Research Center), qui ont obtenu un financement du Rockefeller Brothers Fund (en), Gordon Goodman propose la tenue d'ateliers consacrés au changement climatique,. Ceux-ci se tiennent en septembre-octobre et novembre 1987, respectivement à Villach en Autriche, et à Bellagio en Italie : le premier est consacré aux questions scientifiques et rassemble 46 participants, tandis que le second accueille 24 personnes, dont plusieurs représentants d'États et membres d'agences gouvernementales, et s'intéresse aux politiques climatiques,,.

### Conférence de Toronto de 1988
Plusieurs membres de facto de l'AGGG apportent leur aide à l'organisation par le Canada de la conférence de Toronto en juin 1988, qui plaide à son tour pour la création d'une gouvernance mondiale sur le changement climatique, voire plus largement sur la protection de l'atmosphère, et marque une étape importante dans ce processus,. L'AGGG organise également la conférence d'Ottawa qui se tient en février 1989 et prolonge les discussions entamées à Toronto sur le cadre juridique international envisageable pour la protection de l'atmosphère.

### Marginalisation et disparition
L'AGGG est progressivement marginalisé à la suite de la création du Groupe d'experts intergouvernemental sur l'évolution du climat en 1988, lequel apparaît mieux représenter à la fois les gouvernements et la communauté scientifique, grâce sa gouvernance et à son nombre plus important de participants,. En dépit du départ de plusieurs de ses membres (Syukuro Manabe en 1987, Bert Bolin en 1988, Kenneth Hare en 1989) et de l'absence de réel financement, l'Advisory Group on Greenhouse Gases continue ses travaux, qui trouvent toutefois un écho limité, jusqu'en 1990, date à laquelle il cesse toute activité, sans être formellement dissout.